# Campo di concentramento di Neuengamme

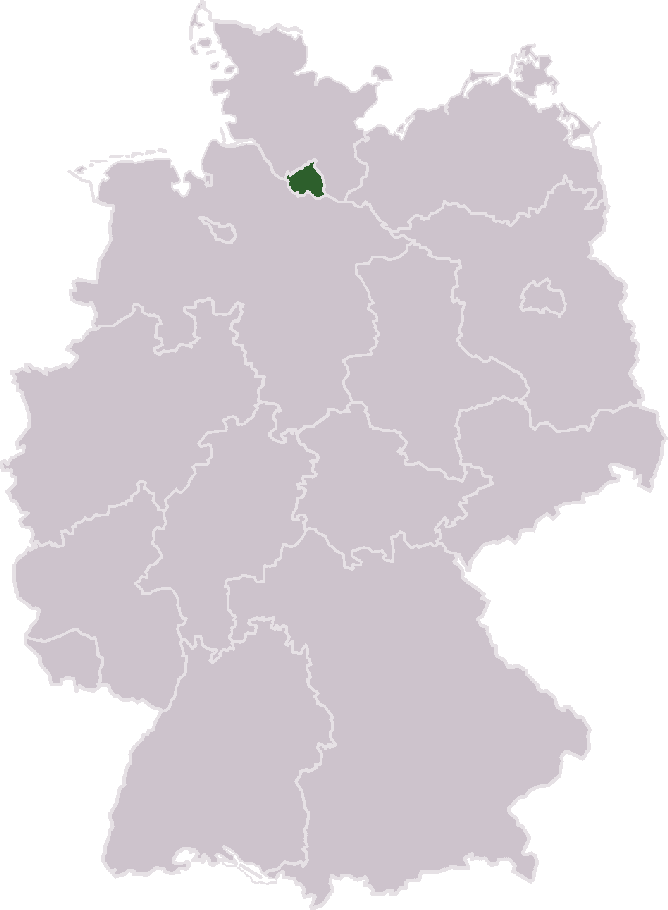
Mappa di localizzazione

Il campo di concentramento di Neuengamme (Konzentrationslager Neuengamme, KZ Neuengamme) fu organizzato il 13 dicembre 1938 in una fabbrica di mattoni in disuso a Neuengamme, un sobborgo a sud-est di Amburgo e fu operativo fino al 4 maggio 1945, inizialmente come dipendenza del campo di Sachsenhausen poi trasformato nell'estate del 1940 in campo di lavoro indipendente con più di 85 campi esterni annessi. Creato in origine principalmente per l'internamento di oppositori politici, dal 1937 furono internati anche ebrei, zingari Sinti e Rom, omosessuali, testimoni di Geova, presunti "asociali" e "criminali".

## Storia

### Dagli inizi al 1941
Nel 1938 la Deutsche Erd- und Steinwerke cominciò le trattative con la città di Amburgo per l'acquisto di una fabbrica di mattoni in disuso e del terreno circostante (circa 50 ettari) nel sobborgo di Neuengamme. Il 12 dicembre del 1938 il campo entrò in attività con i primi 100 prigionieri provenienti dal campo di Sachsenhausen sorvegliati da 40 guardie provenienti da Buchenwald.
Pochi mesi dopo l'inizio della guerra Neuengamme divenne un campo autonomo, dopo la visita da parte di Himmler nel gennaio del 1940 la produzione di mattoni per i progetti di edilizia sulla riva dell'Elba divenne l'attività principale del campo. Il progetto di ampliamento del campo prevedeva l'ampliamento della fabbrica, la costruzione di un raccordo ferroviario, un canale di collegamento alla Dove Elbe (un affluente dell'Elba), l'ampliamento verso valle del fiume e un nuovo bacino portuale. Alla fine del 1940 i detenuti erano 2 900, vennero aperte le prime cave di argilla. A fine anno i morti registrati erano già 432.
Nel 1941 si registrò l'arrivo di oltre 1 000 prigionieri da Auschwitz, per lo più minori, nell'ottobre dello stesso anno arrivarono i primi prigionieri di guerra sovietici dallo Stalag XD 310 di Wietzendorf alloggiati separatamente in condizioni pessime, molti morirono di fame e di stenti. Alla fine del 1941 i prigionieri erano 4 500, i morti del 1941 furono 495. In seguito ai continui arrivi di prigionieri l'affollamento del campo provocò un'epidemia di tifo esantematico, dal 28 dicembre del 1941 al marzo 1942 il campo fu messo in quarantena.

### 1942 - 1944
Tra il 1941 e l'inizio del 1942 iniziarono le uccisioni dei prigionieri inabili al lavoro con iniezioni di fenolo. Nell'aprile del 1942 circa 500 prigionieri vennero trasferiti e venne costruito il campo di concentramento di Arbeitsdorf, il 1942 è l'anno in cui venne cambiata la destinazione del campo, dalla fabbricazione di mattoni si passò alla produzione di armi e materiali bellici, di fianco al campo sorse un complesso industriale con diverse aziende: la Jastram che produceva attrezzature per la marina, soprattutto motori e siluri, la Messap che produceva detonatori a tempo e la Walther-Werke specializzata in fucili automatici, contemporaneamente vi fu un ordine del comando amministrativo delle SS di ridurre il tasso di mortalità nel campo, temporaneamente vennero aumentate le razioni alimentari.
Nel maggio del 1942 venne messo in funzione un forno crematorio interno al campo, in precedenza i cadaveri venivano cremati nei forni della città di Amburgo.
A fine giugno i 348 prigionieri sovietici ancora in vita furono deportati a Sachsenhausen. Nella seconda metà dell'anno si registrò l'arrivo di oltre 6 800 prigionieri da altri campi e dagli arresti della Gestapo. Nell'ottobre dello stesso anno venne allestita una camera a gas, tra ottobre e novembre vi furono uccisi 448 prigionieri sovietici con il Zyklon B.
Nel corso del 1943 vengono deportati a Neuengamme circa 11 300 prigionieri.
Dall'inizio del 1944 sono circa 60 i nuovi campi esterni che vennero istituiti principalmente per lo sgombero di macerie dei bombardamenti nelle città del nord della Germania e per la costruzione di fortificazioni difensive. Nel luglio del 1944 arrivarono a Neuengamme circa 10 000 prigionieri ebrei trasferiti da Auschwitz e dall'Ungheria.
Alla fine del 1944 il numero di detenuti era pari a circa 49 000, 12 000 nel campo principale e 37 000 nei campi esterni, le donne erano circa 10 000. I morti, riconosciuti, nell'anno 1944 furono 5 692.

### 1945 e le tragedie dell'evacuazione
Quando apparve ormai evidente la sconfitta della Germania, cominciò l'evacuazione dei campi e la sistematica distruzione delle prove degli abomini commessi.
L'ordine di evacuazione del campo arrivò il 19 aprile, tutta la documentazione, le forche, gli strumenti di tortura vennero bruciati. Le baracche di detenzione vennero completamente ripulite.
L'unico sottocampo a non essere evacuato fu quello di Salzwedel, dove il 14 aprile le 3 000 donne detenute vennero liberate dalla 9ª Armata degli Stati Uniti.

#### Gli autobus bianchi

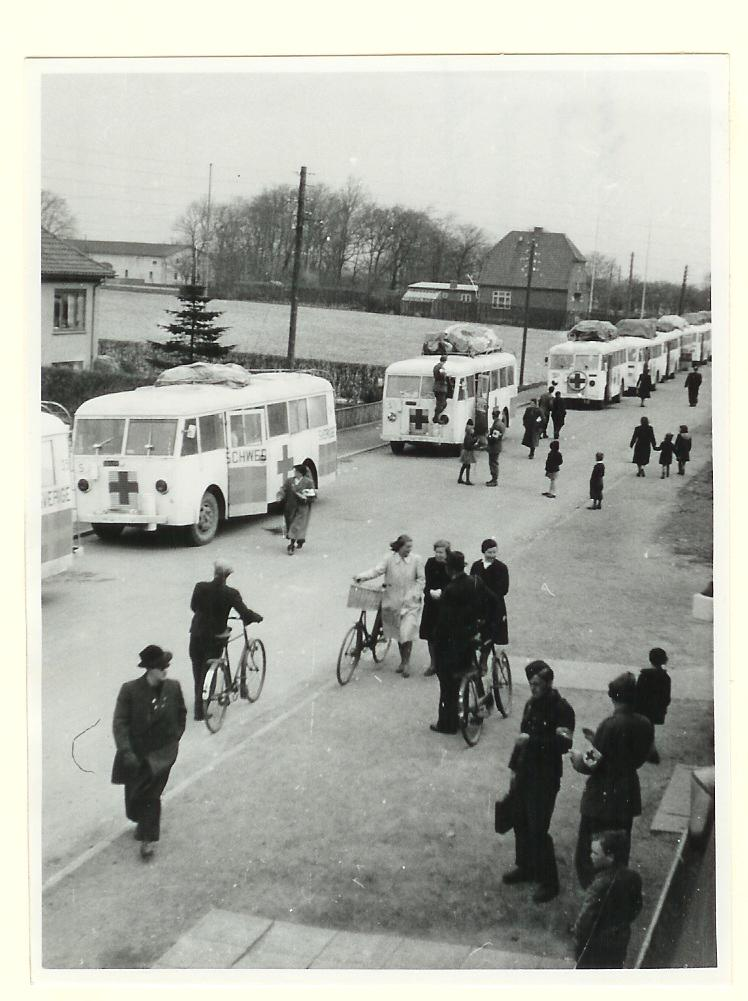
La colonna di autobus bianchi a Padborg

Nel marzo 1945 Folke Bernadotte, vicepresidente della Croce Rossa svedese, negoziò con Himmler la liberazione di tutti i prigionieri di origine scandinava. Insieme ai circa 8 000 prigionieri scandinavi, vennero portati a Neuengamme dai campi di concentramento di Theresienstadt e Ravensbrück altri 10 000/12 000 prigionieri di varie nazionalità; circa 4 000 di questi vennero portati, a partire dal 21 aprile, dapprima in un centro di raccolta a Padborg, sul confine con la Danimarca, e poi in Svezia tramite un'operazione di salvataggio detta degli autobus bianchi. In seguito la Croce Rossa svedese riuscì a far uscire minimo altri 10 000 prigionieri, fra i quali 9 000 donne, dai campi di Ravensbrück e dai campi esterni di Neuengamme.

#### Lüneburg
Il 7 aprile un treno con oltre 400 prigionieri provenienti dal campo di Wilhelmshaven (Alter Banter Weg) venne attaccato dai bombardieri alleati: circa 260 prigionieri morirono durante l'attacco. I sopravvissuti vennero radunati in un prato, il giorno dopo 140 di loro vennero portati a Bergen-Belsen. I rimanenti 60/80, in gran parte feriti, vennero uccisi sul posto l'11 aprile.

#### Celle
La notte dell'8 aprile i bombardieri alleati colpirono un treno fermo alla stazione di Celle che trasportava circa 4 000 deportati dai sottocampi di Salzgitter-Drütte e Salzgitter-Bad. Circa la metà perse la vita, alcuni riuscirono a fuggire ma furono massacrati dalle SS e dalla polizia, circa 1 100 vennero catturati. 500 vennero costretti a marciare verso Bergen-Belsen, dove arrivarono il 10 aprile. Coloro, circa 600, che erano stati feriti durante il bombardamento e quindi erano "inabili alla marcia", vennero lasciati in una caserma di Celle, dove furono liberati dalle truppe britanniche il 12 aprile.

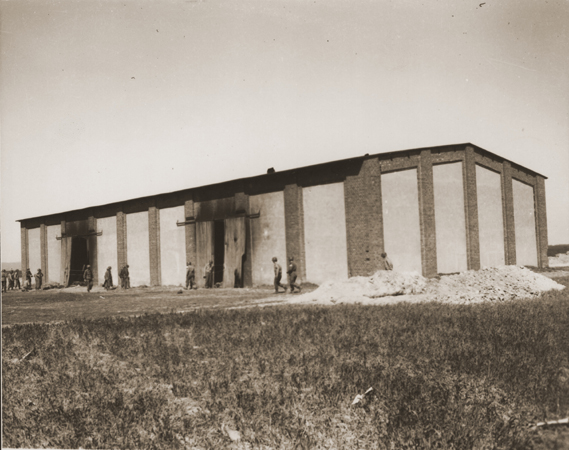
Il fienile di Gardelegen

#### Gardelegen
Verso la metà dell'aprile 1945 due convogli di evacuazione dei campi di Mittelbau-Dora e Hannover-Stöcken transitarono nei pressi di Gardelegen; qui la linea ferroviaria era interrotta per danni da bombardamenti, i prigionieri vennero incolonnati e fatti proseguire a piedi. La sera del 13 aprile i prigionieri vennero chiusi in un fienile al quale venne dato fuoco: morirono 1 016 persone. Le truppe statunitensi raggiunsero Gardelegen il giorno dopo e ordinarono alla popolazione di seppellire singolarmente ogni cadavere.

#### L'assassinio dei prigionieri politici
Il 20 aprile venne disposto il trasferimento a Neuengamme di 71 prigionieri politici dal campo di prigionia di Fuhlsbüttel, che era stato evacuato. Erano 13 donne e 58 uomini, soprattutto membri di diversi gruppi della resistenza. Gli uomini vennero rinchiusi in un braccio apposito, le donne nei bunker delle SS. Durante la notte fra il 21 e il 22 di aprile le donne vennero portate nel bunker di detenzione; dodici di esse vennero impiccate e una picchiata a morte. Gli uomini furono portati anch'essi nel bunker di detenzione e metà di loro riuscirono a barricarsi, ma vennero uccisi la notte successiva da granate lanciate dentro il bunker. I rimanenti vennero impiccati o fucilati, i corpi furono bruciati nel crematorio del campo.

#### I bambini di Neuengamme

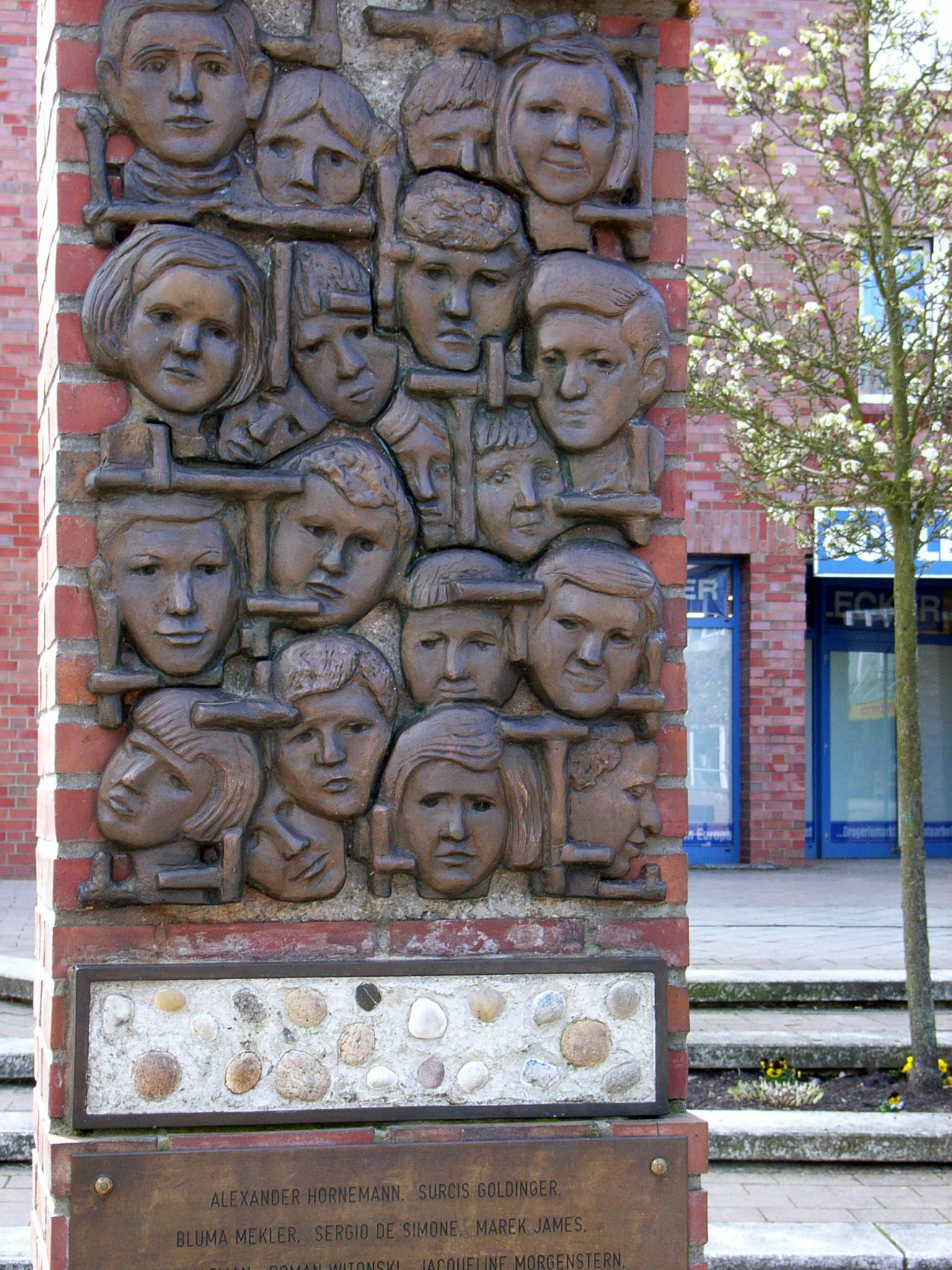
Il monumento a ricordo dei bambini uccisi a Bullenhuser Damm

Convinto che un alto numero di cavie umane avrebbe garantito al Reich risultati scientifici più autorevoli, Himmler aveva affidato alle SS il compito di supervisionare i diciottomila prigionieri selezionati come cavie umane per gli esperimenti.
Le cavie vennero collocate in una zona d'ospedale, interdetta al resto del campo. Lo storico Paul Julian Weindling conferma che la presenza dei venti bambini ebrei prelevati dai Kinderblock di Birkenau venne tenuta nascosta agli altri prigionieri di Neuengamme.
I bacilli vivi della tubercolosi venivano iniettati mediante un tubo calato nello stomaco delle cavie, alle quali due settimane dopo veniva esaminato l'ispessimento dei linfonodi per confermare che avessero contratto per la prima volta l'infezione. Un'ulteriore resezione era praticata per somministrare i bacilli per via endovenosa, qualora ad esempio l'esito fosse stato negativo.

Le azioni sulle cavie umane proseguirono fino alla liberazione, quando i nazisti decisero di ucciderle nel tentativo di cancellare le prove storiche e penali dei propri crimini.
Nella notte tra il 20 e il 21 aprile 1945, venti bimbi ebrei di età inferiore ai dodici anni, con i loro sanitari e ventiquattro deportati sovietici vennero condotti nella cantina della scuola di Bullenhuser Damm, un fabbricato che serviva da campo esterno dall'ottobre 1944. Ai bambini fu detto di spogliarsi in vista dell'arrivo dei genitori, venendo invece uccisi con un'iniezione di morfina al cuore. Con questa azione si vollero camuffare, prima dell'arrivo delle truppe alleate, gli esperimenti medici condotti dal medico delle SS Kurt Heißmeyer sui deportati con il bacillo della tubercolosi.

#### Cap ArconaeThielbeck
Tra il 21 e il 26 di aprile del 1945, le SS trasferirono circa 10 000 prigionieri dal campo di Neuengamme a Lubecca, dove vennero imbarcati su tre navi da trasporto, la Thielbek, la Athen e la Elmenhorst. Molti vennero imbarcati sulla Cap Arcona, che era ancorata nella baia di Lubecca al largo di Neustadt in Holstein. Poco prima dell'ingresso delle truppe britanniche a Lubecca, due delle navi, la Athen e la Thielbek si spostarono nella baia vicino alla Cap Arcona. Il 3 maggio aerei britannici attaccarono le tre navi pensando che fossero navi di trasporto truppe, la Athen si salvò, ma la Thielbek e la Cap Arcona furono colpite e affondarono, morirono circa 7 000 persone. Poche ore dopo le truppe inglesi entrarono nel campo di concentramento di Neuengamme, completamente vuoto.

## Lista dei sottocampi di Neuengamme
| Campo | Prigionieri                     | Periodo di attività                                                            | Attività                                                                             | Committente |
| --- | ------------------------------- | ------------------------------------------------------------------------------ | ------------------------------------------------------------------------------------ | --- |
| Alderney Lager Sylt | 1000 ♂                          | 5 marzo 1943 - 24 giugno 1944                                                  | Costruzione di fortificazioni                                                        | Oberkommando der Wehrmacht, Organizzazione Todt |
| Alt Garge (Bleckede) | 500 ♂                           | 24 agosto 1944 - 15 febbraio 1945                                              | Costruzione di centrale elettrica                                                    | Hamburgische Electricitäts-Werke, Rosseburg, Grün & Bilfinger, Wayss & Freytag                                                                          |
| Aurich-Engerhafe | 2000 ♂                          | 21 ottobre 1944 - 22 dicembre 1944                                             | Costruzioni di fortificazioni (Frisenwall)                                           | Reichsverteidigungskommissar di Amburgo |
| Bad Sassendorf ( (11. SS-Eisenbahnbaubrigade)                                                                                    | 504 ♂                           | 8 febbraio 1945 - 4/5 aprile 1945                                              | Costruzione linea ferroviaria                                                        | Deutsche Reichsbahn |
| Boizenburg/Elbe | 400 ♀                           | agosto 1944 - 28 aprile 1945                                                   | Produzione di componenti di aerei e navi                                             | Thomsen & Co |
| Braunschweig (Büssing-NAG) | 1800 ♂                          | 17 agosto 1944 - aprile 1945                                                   | Produzione ricambi per autocarri                                                     | Büssing |
| Braunschweig (Scuola di equitazione SS)                                                                                          | ~ 800 ♀                         | dicembre 1944 - febbraio 1945                                                  | Rimozione macerie                                                                    | Città di Braunschweig |
| Braunschweig (Campo di approvvigionamento)                                                                                       | ~ 9 ♂                           | 25 marzo 1944 - 5 giugno 1944                                                  | Costruzione di un ufficio per le SS                                                  | Ufficio reclutamento delle SS |
| Braunschweig-Vechelde | 200 ♂                           | settembre 1944 - fine marzo 1945                                               | Produzione ricambi per autocarri                                                     | Büssing |
| Breitenfelde presso Mölln | 20 ♂                            | 10 novembre 1944 - 30 aprile 1945                                              | Lavoro presso una segheria                                                           | |
| Brema (SS-Baubrigade II) | 750 ♂                           | 12 ottobre 1942 - 15 aprile 1944                                               | Rimozione macerie e costruzioni                                                      | Città di Brema |
| Bremen-Hindenburgkaserne | 800 ♀                           | 2 agosto 1944 - 26 settembre 1944                                              | Rimozione macerie                                                                    | Città di Brema |
| Bremen-Blumenthal | ~ 1000 ♂                        | agosto 1944 - inizio aprile 1945                                               | Lavoro presso cantiere navale                                                        | Deutsche Schiff- und Maschinenbau Aktiengesellschaft e Friedrich Krupp AG                                                                               |
| Bremen (Fabbrica Borgward) | 1000 ♂                          | 25 agosto 1944 - 12 ottobre 1944                                               | Costruzione di autoveicoli                                                           | Borgward |
| Bremen-Farge | 3000 ♂                          | ottobre 1943 - 10 aprile 1945                                                  | Costruzione del U-Boot-Bunker Valentin                                               | Comando della Marina |
| Bremen-Neuenland | 1000 ♂                          | 16 agosto 1944 - 28 novembre 1944                                              | Costruzione dell'U-Boot-Bunker Hornisse                                              | Comando della Marina, Deutsche Schiff- und Maschinenbau Aktiengesellschaft                                                                              |
| Bremen-Obernheide | 800 ♀                           | 26 September 1944 to 4 April 1945                                              | Rimozione macerie e costruzione edifici                                              | Città di Brema |
| Bremen-Osterort (allestito dopo lo sgombero di Bremen-Neuenland)                                                                 | 1000 ♂                          | 28 novembre 1944 - 6 aprile 1945                                               | Costruzione dell'U-Boot-Bunker Hornisse                                              | Comando della Marina, Deutsche Schiff- und Maschinenbau Aktiengesellschaft                                                                              |
| Bremen-Schützenhof | 700 ♂                           | December 1944 to 7 or 9 April 1945                                             | Sgombero macerie e cantiere navale                                                   | Deutsche Schiff- und Maschinenbau Aktiengesellschaft e Friedrich Krupp AG                                                                               |
| Bremen-Uphusen | ~ 150 ♀                         | 7 febbraio - 4 aprile 1945                                                     | Produzione di materiali per prefabbricati                                            | Città di Brema |
| Darß-Wieck | 50 ♂                            | gennaio 1941 - fine febbraio 1941                                              | taglio di cannuccia di palude                                                        | |
| Düssin (Meclemburgo) | 80 ♂                            | 15 settembre 1944 - 1º marzo 1945                                              | lavoro in fattoria                                                                   | |
| Fallersleben (Arbeitsdorf) | 800 ♂                           | inizio aprile 1942 - 1º ottobre 1942                                           | lavoro in fabbrica                                                                   | Volkswagen |
| Fallersleben (campo femminile)                                                                                                   | 650 ♀                           | agosto 1944 - 8 aprile 1945                                                    | Costruzione di armi                                                                  | Volkswagen |
| Fallersleben-Laagberg (Men) | 800 ♂                           | 31 maggio 1944 - 8 aprile 1945                                                 | Costruzione di edifici                                                               | Volkswagen |
| Garlitz (Mecklenburg) | ~ 10 ♂ ♀                        | 3 febbraio 1944 - 2 maggio 1945                                                | Lavoro come personale domestico                                                      | |
| Goslar | 15 ♂                            | 20. Oktober 1944 bis 25. März 1945                                             | Lavoro d'ufficio                                                                     | SS Goslar |
| Hamburg-Eidelstedt | a) 500 ♀ b) diverse centinaia ♀ | a) 27 settembre 1944 - 7 aprile 1945 b) 20/21 aprile - 5 maggio 1945           | rimozione macerie e costruzione edifici                                              | Città di Amburgo |
| Hamburg-Finkenwerder | ~ 600 ♂                         | ottobre 1944 . fine marzo 1945                                                 | cantiere navale e rimozione macerie                                                  | Deutsche Werft |
| Hamburg-Fuhlsbüttel | 1500 ♂                          | 25 ottobre 1944 - 15 febbraio 1945                                             | rimozione macerie nel porto e costruzione di fossati anticarro                       | programma Geilenberg |
| Hamburg-Hammerbrook (Bombensuchkommando)                                                                                         | 35 ♂                            | metà 1944 - 25 marzo 1945                                                      | Ricerca di ordigni inesplosi                                                         | |
| Hamburg-Hammerbrook (II. SS-Baubrigade)                                                                                          | 930 ♂                           | 7 agosto 1943 - aprile 1944                                                    | Rimozione macerie                                                                    | Città di Amburgo |
| Hamburg-Hammerbrook (Spaldingstraße)                                                                                             | 2000 ♂                          | ottobre 1944 - 17 aprile 1945                                                  | Rimozione macerie                                                                    | Città di Amburgo, Reichsbahn, Jung-Öl |
| Hamburg-Langenhorn | ~ 750 ♀                         | a) 12 settembre 1944 - 3/4 aprile 1945 b) ca. 20 aprile - 3 maggio 1945        | a) Produzione armamenti b) Costruzione edifici prefabbricati                         | a) Hanseatische Kettenwerke, Messap, b) Città di Amburgo                                                                                                |
| Hamburg-Neugraben | 500 ♀                           | 13 settembre 1944 - 8 febbraio 1945                                            | Rimozione macerie                                                                    | Aziende Prien, Wesseloh, Ziegelei Malo |
| Hamburg-Rothenburgsort | 1000 ♂                          | novembre 1944 - 9/11 aprile 1945                                               | Rimozione macerie                                                                    | Deutsche Erd- und Steinwerke GmbH |
| Hamburg-Sasel | 500 ♀                           | a) 13 settembre 1944 - 7 aprile 1945, b) 21 aprile - 4/5 maggio 1945           | Rimozione macerie e costruzione prefabbricati                                        | Firma Möller, Kowahl & Bruns, Wayss & Freytag, Firma Moll                                                                                               |
| Hamburg-Steinwerder (Blohm & Voss)                                                                                               | 600 ♂                           | 9 ottobre 1944 - 12 aprile 1945                                                | Cantiere navale e rimozione macerie                                                  | Blohm & Voss |
| Hamburg-Steinwerder (Stülckenwerft)                                                                                              | 250 ♂                           | 22 novembre 1944 - 21 aprile 1945                                              | Cantiere navale e rimozione macerie                                                  | Stülckenwerft |
| Hamburg-Tiefstack | 500 ♀                           | 8 febbraio 1945 - 7 aprile 1945                                                | Rimozione macerie e costruzione prefabbricati                                        | Diago Werke, Zementfabrik Tiefstack, Firma Möller |
| Hamburg-Veddel (Donne) | 1500 ♀                          | luglio 1944 - 13 settembre 1944                                                | Rimozione macerie                                                                    | Ebano-Oehler (Esso), J. Schindler, Rhenania Ossag (Shell), Jung-Öl u. a.                                                                                |
| Hamburg-Veddel (Männer) | a) 2000 (1944), b) 800 (1945) ♂ | a) 15 settembre 1944 - 25 ottobre 1944, b) 15 febbraio 1945 - 14 aprile 1945   | Rimozione macerie e costruzione fossati anticarro                                    | Geilenberg-Programm, Jung-Öl in Wilhelmsburg |
| Hamburg-Wandsbek | 550 ♀                           | 8 giugno 1944 - 30 aprile 1945                                                 | Produzione di maschere a gas (Brandt-Geräte-Programm)                                | Drägerwerk AG Lübeck |
| Hannover-Ahlem (A 12) | >750 ♂                          | 30 novembre 1944 - 10 aprile 1945                                              | Costruzione di un magazzino sotterraneo per materiale bellico                        | Continental- Gummiwerke AG, Maschinenfabrik Niedersachsen Hannover                                                                                      |
| Hannover-Langenhagen | 500 ♀                           | 2 ottobre 1944 - dicembre 1944                                                 | Produzione ricambi per aerei e munizioni                                             | Brinker Eisenwerke |
| Hannover-Limmer | 1011 ♀                          | 24 giugno 1944 - 6 aprile 1945                                                 | Produzione di maschere a gas (Brandt-Geräte-Programm), munizioni e rimozione macerie | Continental- Gummiwerke AG |
| Hannover-Mühlenberg (Hanomag/Linden)                                                                                             | 500 ♂                           | 3 febbraio 1945 - 6 aprile 1945                                                | Produzione di armamenti antiaereo                                                    | Hanomag, Rheinmetall-Borsig |
| Hannover-Misburg | 1000 ♂                          | 26 giugno 1944 - 6 aprile 1945                                                 | Rimozione macerie                                                                    | Deutsche Erdölraffinerie |
| Hannover-Stöcken (Accumulatoren-Fabrik)                                                                                          | 1500 ♂                          | 17 luglio 1943 - 7 aprile 1945                                                 | Batterie per U-Boot                                                                  | Accumulatoren-Fabrik AG |
| Hannover-Stöcken (Continental)                                                                                                   | 1000 ♂                          | 7 settembre 1944 - 30 novembre 1944                                            | Produzione di pneumatici                                                             | Continental-Gummiwerke AG |
| Helmstedt-Beendorf (Donne) | 2500 ♀                          | agosto 1944 - 10 aprile 1945                                                   | Produzione di armi                                                                   | SS, Askania-Werke AG |
| Helmstedt-Beendorf (Uomini) | 750 ♂                           | 17 marzo 1944 - 10 aprile 1945                                                 | Costruzione di impianti produttivi sotterranei                                       | SS, Askania-Werke AG, Luftfahrtgerätewerk Hakenfelde GmbH                                                                                               |
| Hildesheim | 500 ♂                           | 1º marzo 1945 - 26 marzo 1945                                                  | Lavori ferroviari, acciaieri                                                         | Direzione Reichsbahn di Hannover |
| Horneburg | a) 250, b) 300 ♀                | a) metà ottobre 1944 - metò febbraio 1945, b) 24 febbraio 1945 - 8 aprile 1945 | Produzione di valvole e lampadine                                                    | Philips-Valvo-Röhrenwerke |
| Husum-Schwesing | 2500 ♂                          | 26 settembre 1944 - 29 dicembre 1944                                           | Edificazione di fortificazioni e fossi anticarro (Friesenwall)                       | Segretariato della Difesa |
| Kaltenkirchen | 500 ♂                           | agosto 1944 - 17 aprile 1945                                                   | Costruzione di un aeroporto militare                                                 | Luftwaffe |
| Kiel | 50 ♂                            | luglio 1944 - settembre 1944                                                   | Rimozione macerie                                                                    | Città di Kiel |
| Ladelund | 2000 ♂                          | 1º novembre 1944 - 16 dicembre                                                 | Edificazione di fortificazioni e fossi anticarro (Friesenwall)                       | Segretariato della Difesa |
| Lübberstedt-Bilohe | 500 ♀                           | 29 agosto 1944 – 20 aprile 1945                                                | Produzione munizioni e paracadute                                                    | Luftwaffe |
| Lüneburg-Kaland (II. SS-Baubrigade)                                                                                              | 155 ♂                           | 12 agosto 1943 - 13 novembre 1943                                              | Costruzione di trincee antiaeree                                                     | Città di Lüneburg |
| Lütjenburg-Hohwacht | 197 ♂                           | dicembre 1944 - 20 aprile 1945                                                 | Produzione di apparecchi per la navigazione                                          | Anschütz & Co. (Kiel) |
| Lengerich | 198 ♂                           | 18 marzo 1944 - 1º aprile 1945                                                 | Lavoro in una fabbrica sotterranea                                                   | SS, Vereinigte Leichtmetallwerke Hannover |
| Meppen-Dalum | 807 ♂                           | novembre 1944 - 25 marzo 1945                                                  | Edificazione di fortificazioni e fossi anticarro (Friesenwall)                       | Segretariato della Difesa |
| Meppen-Versen | 1773 ♂                          | 16 novembre 1944 - 25 marzo 1945                                               | Edificazione di fortificazioni e fossi anticarro (Friesenwall)                       | Segretariato della Difesa |
| Neustadt in Holstein | 15 ♂                            | dicembre 1944 - 1º maggio 1945                                                 | Costruzione lazzaretto per SS                                                        | SS |
| Osnabrück (II. SS-Baubrigade) | 250 ♂                           | 17 ottobre 1942 - maggio 1943                                                  | Rimozione macerie                                                                    | Città di Osnabrück |
| Porta Westfalica-Barkhausen | 1300 ♂                          | 19 marzo 1944 - 1º aprile 1945                                                 | Costruzione di sistema di gallerie sotterranee                                       | SS Führungsstab A II, Ambi-Budd, Dr. Boehme & Co., Firma Rentrop, Firma Veltrup, Weserhütte, Deurag-Nerag, Friedrich Uhde KG, Betonwerk Weber (Lerbeck) |
| Porta Westfalica-Hausberge (Donne)                                                                                               | 1000 ♀                          | metà febbraio 1945 - 1º aprile 1945                                            | Produzione di valvole e lampadine                                                    | Philips-Valvo-Röhrenwerke |
| Porta Westfalica-Hausberge (Uomini)                                                                                              | 170 ♂                           | autunno 1944 - 1º aprile 1945                                                  | Costruzione impianti produttivi                                                      | Philips-Valvo-Röhrenwerke |
| Porta-Westfalica-Lerbeck | 500 ♂                           | 1º ottobre 1944 - 1º aprile 1945                                               | Riparazione motori aerei                                                             | Firma Bense, Firma Jongerius, Betonwerk Weber (Lerbeck); Klöckner                                                                                       |
| Salzgitter-Bad | 472 ♀                           | estate 1944 - 7 aprile 1945                                                    | Produzione di granate                                                                | Reichswerke Hermann Göring |
| Salzgitter-Drütte | 3000 ♂                          | 18 ottobre 1942 - 7 aprile 1945                                                | Produzione di granate                                                                | Reichswerke Hermann Göring |
| Salzgitter-Watenstedt / Leinde (Donne)                                                                                           | 1500 ♀                          | luglio 1944 - 7 aprile 1945                                                    | Produzione di granate                                                                | Stahlwerke Braunschweig |
| Salzgitter-Watenstedt / Leinde (Uomini)                                                                                          | 2000 ♂                          | maggio 1944 - 7 aprile 1945                                                    | Produzione di granate                                                                | Stahlwerke Braunschweig |
| Salzwedel | 1520 ♀                          | fine luglio/inizio agosto 1944 - 14 aprile 1945                                | Produzione di munizioni                                                              | Draht- und Metallwarenfabrik Salzwedel GmbH |
| Schandelah | 782 ♂                           | 8 maggio 1944 - 10 aprile 1945                                                 | Lavorazione di scisto bituminoso                                                     | Steinöl GmbH |
| Uelzen | 500 ♂                           | fine 1944 - 17 aprile 1945                                                     | Lavori ferroviari e rimozione macerie                                                | Reichsbahn |
| Verden | 8 ♂                             | Costruzione di centro addestramento SS Schulungsstätte „Sachsenhain“           | SS                                                                                   | |
| Warberg | 8 ♂                             | 5 giugno 1944 - 8 gennaio 1945                                                 | Costruzione di ufficio                                                               | |
| Campo di Wöbbelin | 650 ♂                           | 12 febbraio 1945 - 2 maggio 1945                                               | Costruzione campo di prigionia                                                       | |
| Wedel (Donne) | 500 ♀                           | 13 settembre 1944 - ottobre 1944                                               | Rimozione macerie                                                                    | Città di Amburgo |
| Wedel (Uomini) | 500 ♂                           | 17 ottobre 1944 - 20 novembre 1944                                             | Edificazione di fortificazioni e fossi anticarro (Friesenwall)                       | Segretariato della difesa |
| Wilhelmshaven (Alter Banter Weg)                                                                                                 | 1129 ♂                          | 17 settembre 1944 - 5 aprile 1945                                              | Cantiere navale e rimozione macerie                                                  | Kriegsmarine |
| Wilhelmshaven (II. SS-Baubrigade)                                                                                                | 175 ♂                           | primavera 1943 - novembre 1943                                                 | Rimozione macerie                                                                    | Città di Wilhelmshaven |
| Wittenberge | 500 ♂                           | 28 agosto 1942 - 17 febbraio 1945                                              | Costruzione impianti chimici                                                         | Phrix-Werke, Kurmärkische Zellwolle und Zellulose AG, Phillip Holzmann, Grün & Bilfinge                                                                 |
| Fonte: (EN) KZ-Gedenkstätte Neuengamme - Satellite Camps, su kz-gedenkstaette-neuengamme.de. URL consultato il 14 febbraio 2017. |                                 |                                                                                |                                                                                      | |

## Vittime accertate

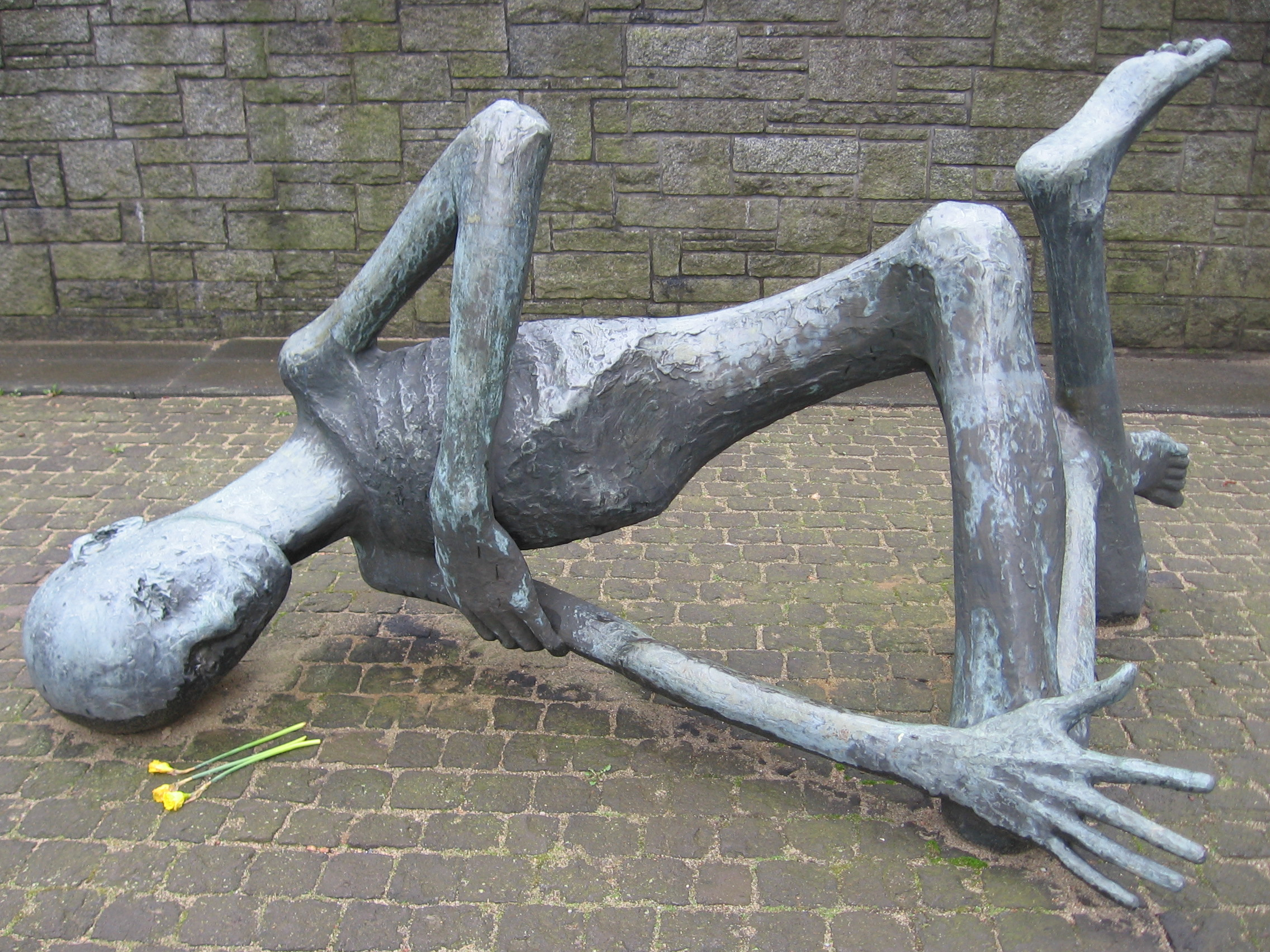
La scultura "Il prigioniero morente" di Francoise Salmon al Memoriale del campo di concentramento di Neuengamme

Nel memoriale sono presenti gli elenchi con 20.400 nomi accertati di persone morte nel campo di concentramento e nei campi esterni. Secondo le stime le vittime complessive dovrebbero essere circa 26.800. Durante l'evacuazione vi furono numerosissime vittime, il numero stimato è di circa 17.000. Da queste cifre si può affermare che circa 42.900 persone non sopravvissero alla detenzione nel campo di Neuengamme.

## Secondo dopoguerra
Nel maggio del 1945 il campo venne usato per quattro settimane per l'accoglienza di sfollati, soprattutto russi deportati per i lavori forzati, venne poi usato per un mese come campo di prigionia per prigionieri di guerra. Dall'estate 1945 all'agosto 1948 venne utilizzato dagli alleati come campo di internamento per i membri delle SS e per i responsabili del partito nazionalsocialista, dal novembre 1945 con la definizione ufficiale di Civil Internment Camp No. 6 (CIC 6).
Dopo la restituzione alla città di Amburgo, nel settembre 1948, vi venne istituito un carcere maschile, progressivamente vennero abbattuti gli edifici dove alloggiavano i prigionieri per ampliare l'edificio carcerario.
Nello stesso anno, per ricordare questo passato, un «istituto pedagogico» fu costruito sul terreno del campo, ma anche l'«edificio carcerario della Vierlande».
Nel 1953, degli ex deportati di questo campo di concentramento fecero installare una targa commemorativa all'interno del campo. Sull'area del campo nel 1970 venne edificato un carcere minorile e quindi l'area non era più accessibile. I lavori per la trasformazione dell'ex campo di concentramento in un luogo di documentazione e un memoriale iniziarono nel 1981, il primo passo fu la costruzione di un centro di documentazione nell'area in cui si trovava il vivaio del campo di concentramento. Quando a metà degli anni 1980 la città di Amburgo dichiarò di voler demolire la fabbrica di mattoni vi furono forti proteste; dal 1984, i resti dei fabbricati di questo campo sono stati posti sotto la tutela dei Monumenti Storici. Il trasferimento del carcere n° 12, previsto già dal 1989, si è realizzato a metà dell'anno 2003, nel 2006 è stato trasferito anche l'altro carcere che si trovava nella zona dell'ex cava di argilla.
Nel 2005 vennero riportate alla luce le fondamenta della piazza centrale, quella delle adunate, è l'unica parte del memoriale che è stata ricostruita, le macerie del carcere sono state usate, in gabbie metalliche, per delimitare la posizione degli edifici del campo di concentramento, i due edifici di alloggio in pietra sono stati trasformati in un centro studi e un museo e ospitano la KZ-Gedenkstätte Neuengamme.

## Personalità deportate nel campo di Neuengamme
- Albert Rohmer (1913-2006), pediatra e resistente francese
- David Rousset (1912-1997), uomo politico francese
- André Duroméa (1917-2011), uomo politico francese
- Michel Hollard (1897-1993), colonnello francese
- Johann "Rukelie" Trollmann (1907-1943), campione di boxe
- Marten Geertsema (1904-1945), ministro calvinista e Giusto tra le nazioni olandese
- Cornelis Chardon (1919-1945), avvocato e Giusto tra le nazioni olandese, deceduto nel sottocampo di Helmstedt-Beendorf
- Kurt Schumacher (1895-1952), politico socialdemocratico tedesco

## Il processo
Tra il 1946 e il 1948 oltre 120 membri del personale di sorveglianza del campo di concentramento di Neuengamme vennero processati da tribunali militari britannici. Il processo principale ebbe luogo tra il 18 marzo e il 13 maggio 1946 ad Amburgo all'interno dei cosiddetti processi del Curiohaus nei quali vennero processati anche i responsabili di Ravensbrück e Bergen-Belsen.
Dei 14 ufficiali delle SS e di sorveglianza del campo 11 vennero condannati a morte e giustiziati l'8 ottobre 1946. Nei sette processi successivi vi furono altri 15 imputati dei quali 12 vennero condannati a morte. I reati commessi nei campi esterni di Neuengamme furono esaminati in 26 processi successivi fino al 1948.
Successivamente sia in Germania Occidentale sia nella DDR vi furono ulteriori 142 processi legati a reati commessi nel campo di Neuengamme e campi collegati. Al contrario dei processi militari, pochi di questi si conclusero con sentenze di colpevolezza.

## Monumenti nei siti della memoria del campo di Neuengamme
Sul terreno dei siti commemorativi, si trova un gran numero di monumenti tra i quali quelli che seguono:

### Lo spazio della memoria
La Casa della memoria è uno spazio commemorativo dei siti del KL di Neuengamme. Direttore del Memoriale è stato fino al 2019 il dott. Detlef Garbe, storico e accademico di storia contemporanea presso l'università di Amburgo, uno fra i massimi esperti di storia dell'olocausto, passato poi a dirigere il "Dipartimento dei Memoriali", mentre alla direzione del Memoriale di Neuengamme subentrava lo storico tedesco Oliver von Wrochem.
Il fabbricato fu costruito nel 1981 e ospita sia un'esposizione sia gli uffici per gli impiegati. La casa della memoria fu all'inizio un centro di documentazione. Nel 1995, un'area per un'esposizione fu trovata nell'ex Walther-Werke.
Dai muri della galleria pendono dei rotoli con i nomi delle vittime ordinati per data. Sono circa 20 000 nomi e per quelli che non sono stati ancora ritrovati c'è uno spazio particolare con numerosi rotoli vuoti sotto l'iscrizione «Noi pensiamo alle vittime sconosciute».
Nella zona centrale della casa si trovano due plastici di tutto l'insediamento del KL: quello che dopo il 1945 dà una visione complessiva e che fu eseguito dai colpevoli nazisti prigionieri e quello che mostra l'insediamento nel 1995.
In una sala annessa è conservato in una vetrina il libro originale che recensisce i morti del campo e che è ancora leggibile. Vicino a questa vetrina, lo sguardo spazia, attraverso la stretta finestra, sul prato, là dove erano deposte le ceneri dei morti utilizzate come concime per l'orto del KL. Qualche cipresso dona a questo luogo un'atmosfera da cimitero.

### Stele commemorative internazionali
Il Memoriale internazionale è il monumento centrale dei siti della memoria del KL di Neuengamme.
Fin dal 1953, il presidente dell'Amicale Internationale de Neuengamme, un sopravvissuto del campo di Neuengamme, il francese Jean Dolidier, fece realizzare una prima colonna commemorativa sul vecchio orto del campo, il Lagergärtnerei; un luogo dove le SS facevano spargere come concime le ceneri della combustione del forno crematorio. Attorno a questa colonna commemorativa niente è stato modificato.
Nel 1965, un altro memoriale che si compone di una stele, un muro della memoria con le nazionalità incise su tavoletta e la scultura più grande del naturale « Il detenuto morente» furono eretti. I siti della memoria furono completati nel 1981 con la casa della documentazione che dal 1995 diventa la «Casa della Memoria» accanto al Memoriale internazionale.

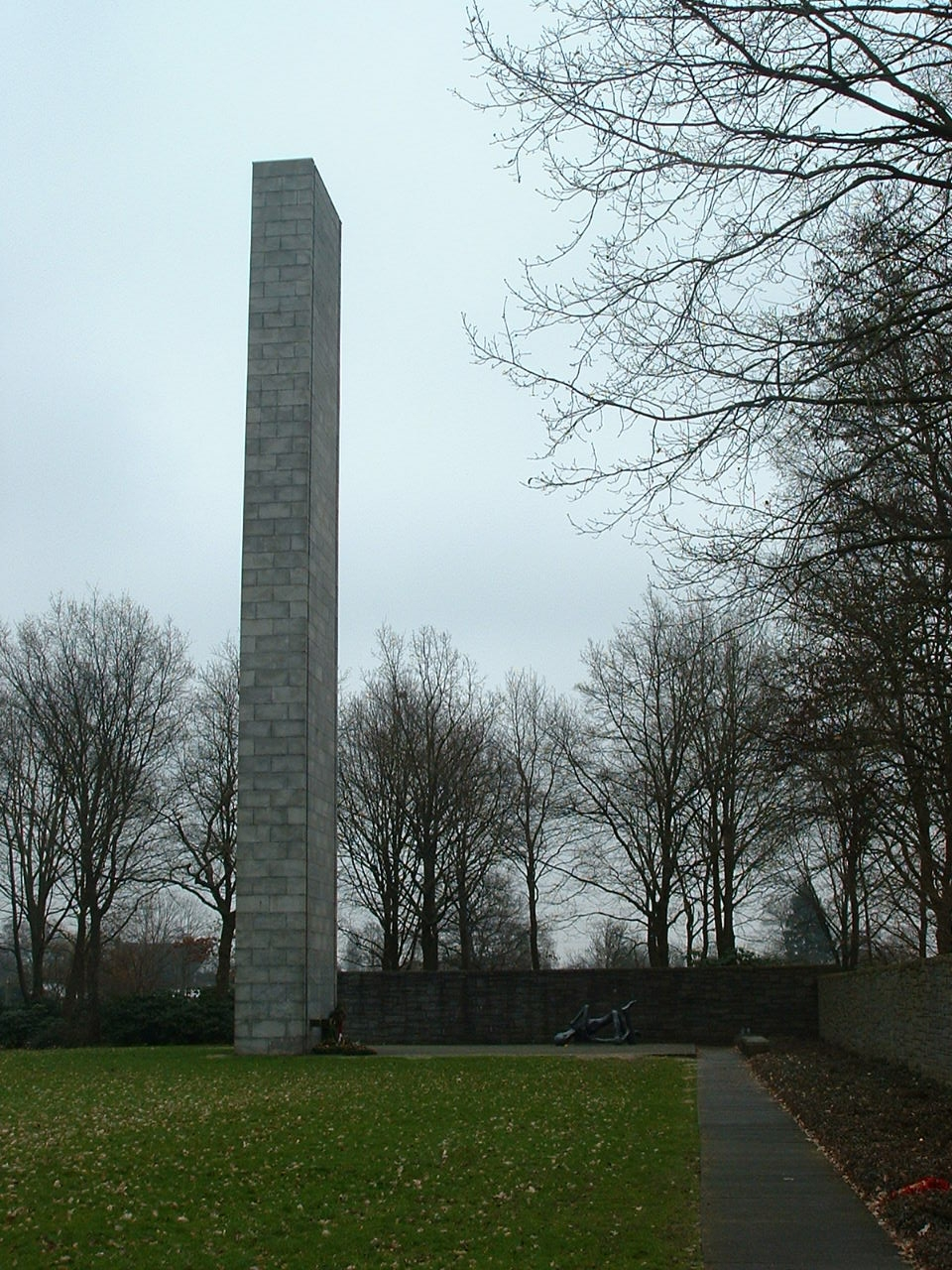
Monumento commemorativo nell'ex campo di concentramento di Neuengamme

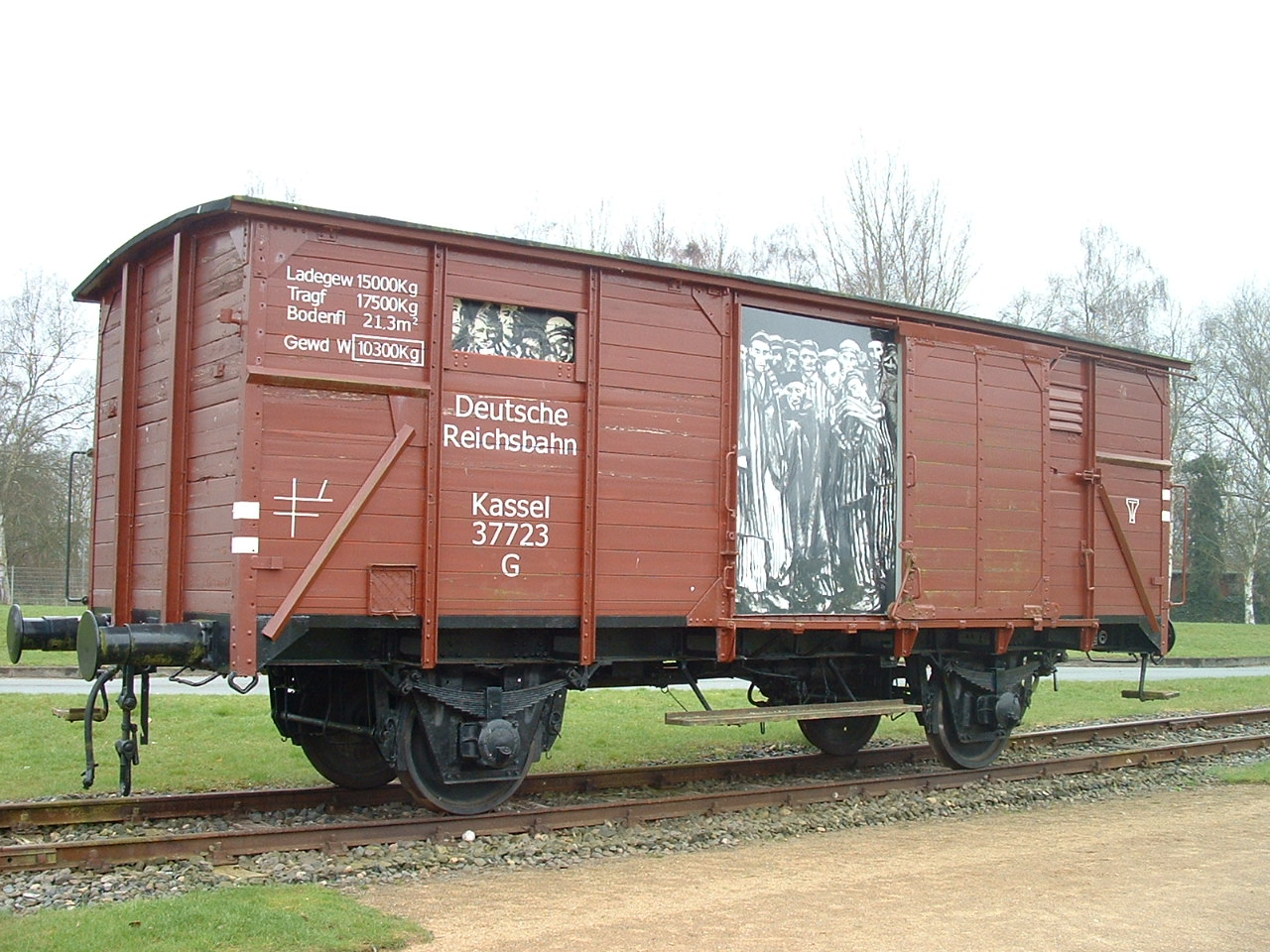
Un vagone per il trasporto dei prigionieri

### La disperazione di Meensel-Kiezegem
Questo monumento fu eretto il 29 agosto 1998 in ricordo degli abitanti uccisi di Meensel-Kiezegem, paese belga. Queste vittime innocenti della razzia di Meensel-Kiezegem il 1º agosto e 11 agosto 1944 furono imprigionate dai nazisti e dai loro collaboratori. Da questo villaggio, 61 abitanti furono deportati nel KL di Neuengamme e solo 8 di loro sopravvissero.

### Il monumento alla memoria delle vittime olandesi di Putten
La lapide Het drama van Putten fu eretta in ricordo di oltre 600 olandesi dai 15 anni in su, di Putten nella regione del Veluwe (Gheldria, Paesi Bassi) che furono le vittime di una razzia effettuata su ordine del comando della Wehrmacht, il 1º ottobre 1944.
Il 2 ottobre 1944, furono condotti nel campo di Amersfoort (Paesi Bassi) e da qui nel campo di Neuengamme. Dei 600 solo 49 tornarono a casa, gli altri perirono nel campo di Neuengamme o negli altri campi di concentramento.

### In ricordo dei deportati dell'insurrezione di Varsavia del 1944
Il monumento In ricordo dei deportati dell'insurrezione di Varsavia del 1944 si trova nel campo di Neuengamme.
Fa riferimento all'insurrezione di Varsavia nel 1944, seguita da una repressione da parte della Wehrmacht: 10 000 membri dell'Armia Krajowa furono deportati nei campi di concentramento tedeschi.
Circa 6 000 di questi deportati furono trasferiti nel campo di Neuengamme e nei suoi sottocampi.
La cifra totale dei detenuti polacchi del KL Neuengamme e dei suoi sottocampi è di circa 17 000 donne, uomini e bimbi, di cui molti ebrei. Il numero totale di queste vittime è stimato intorno a 7 500 unità. I primi arrivarono nel 1940, nel 1941/1942 rappresentavano la nazionalità più numerosa.

### Monumento alle vittime russe
Il Monumento alle vittime russe di Neuengamme è un monumento che fa parte dei siti commemorativi del campo di Neuengamme ma si trova sul terreno del cimitero di Amburgo-Bergedorf. La maggior parte delle vittime sovietiche del KL Neuengamme riposano nel cimitero di Bergedorf, è per questo che si è deciso d'installarvi il memoriale (più grande del naturale).

### Altri monumenti
- Monumento alle vittime omosessuali
- Danske i tysk koncentrationslejr
- Carro merci
- Strada dei deportati
- Casa prefabbricata